# 馬鞍藤
厚藤（學名：Ipomoea pes-caprae），又名马鞍藤（福建、广东、广西）、沙灯心（广东）、马蹄草、鲎藤（福建）、海薯、走马风、马六藤、白花藤（浙江）、海茹藤、二裂牵牛、二叶红薯、红花马鞍藤、马蹄金、狮藤、海薯藤、沙藤，是一種常見於熱帶地區的旋花科牽牛花属多年生匍匐蔓生草本植物。厚藤的葉先端明顯凹陷或是接近兩裂。厚藤生長在海灘較高的地區並且能在含鹽的環境生長。

## 分佈區域
厚藤相當普遍且廣為分佈，分布于热带沿海地区、台湾、蘭嶼(達悟語:valino)、巴丹群島以及中国大陆的广西、福建、浙江、海南、广东等地，多生长在沙滩上以及路边向阳处，目前尚未由人工引种栽培，是最廣為人知透過海洋傳播的抗鹽植物。其種子能在水面上漂浮並且不受海水影響其生長。
其葉子摘下放在鼻上，可防止鼻子曬傷。

## 特殊效果
在比賽長泳如三鐵時，若擔心蛙鏡起霧，可以摘下馬鞍藤的葉片，利用其汁液抹在蛙鏡鏡片內，即可達到良好的防霧效果。

## 圖片

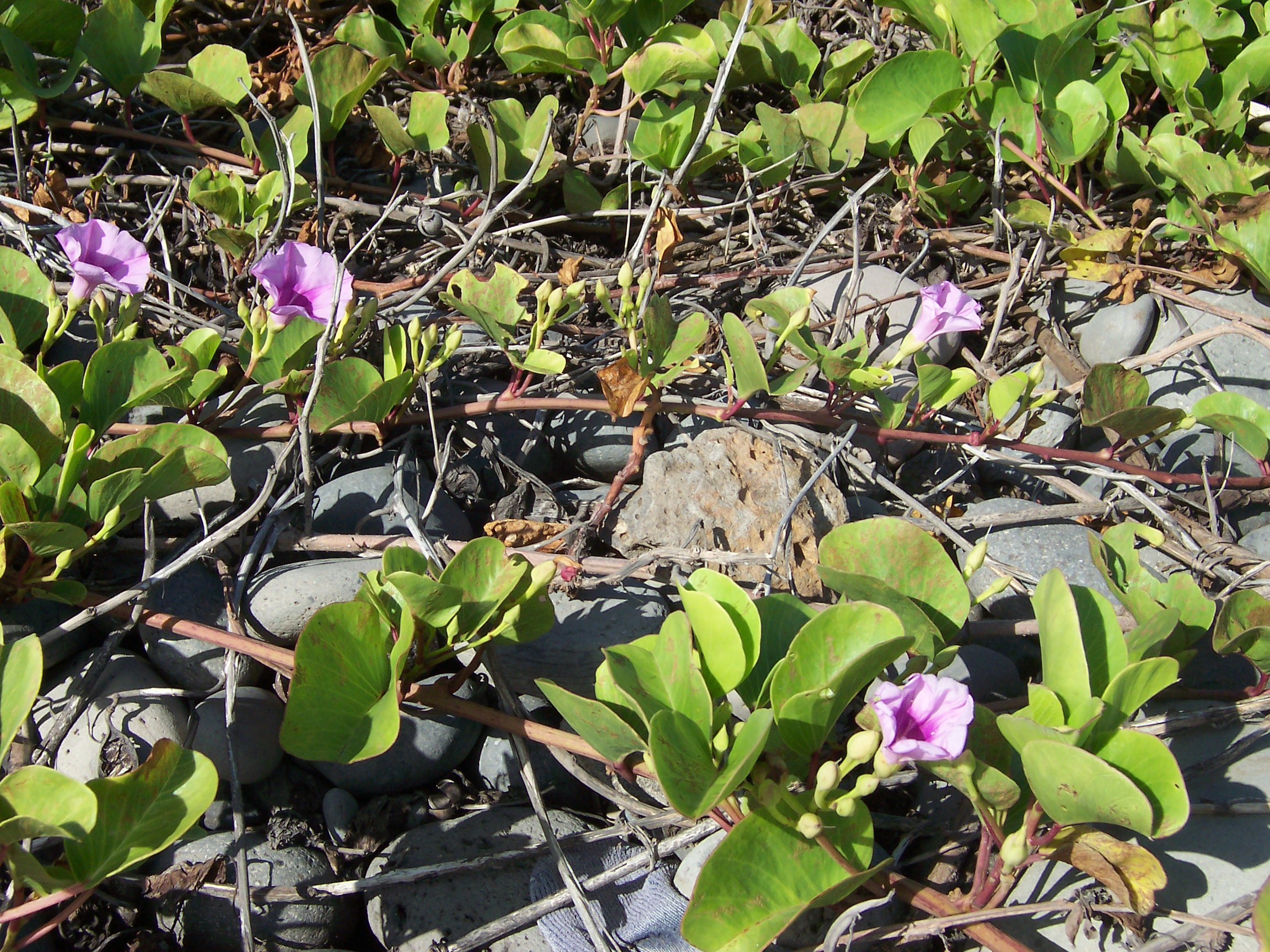
厚藤匍匐在有石粒的沙灘上
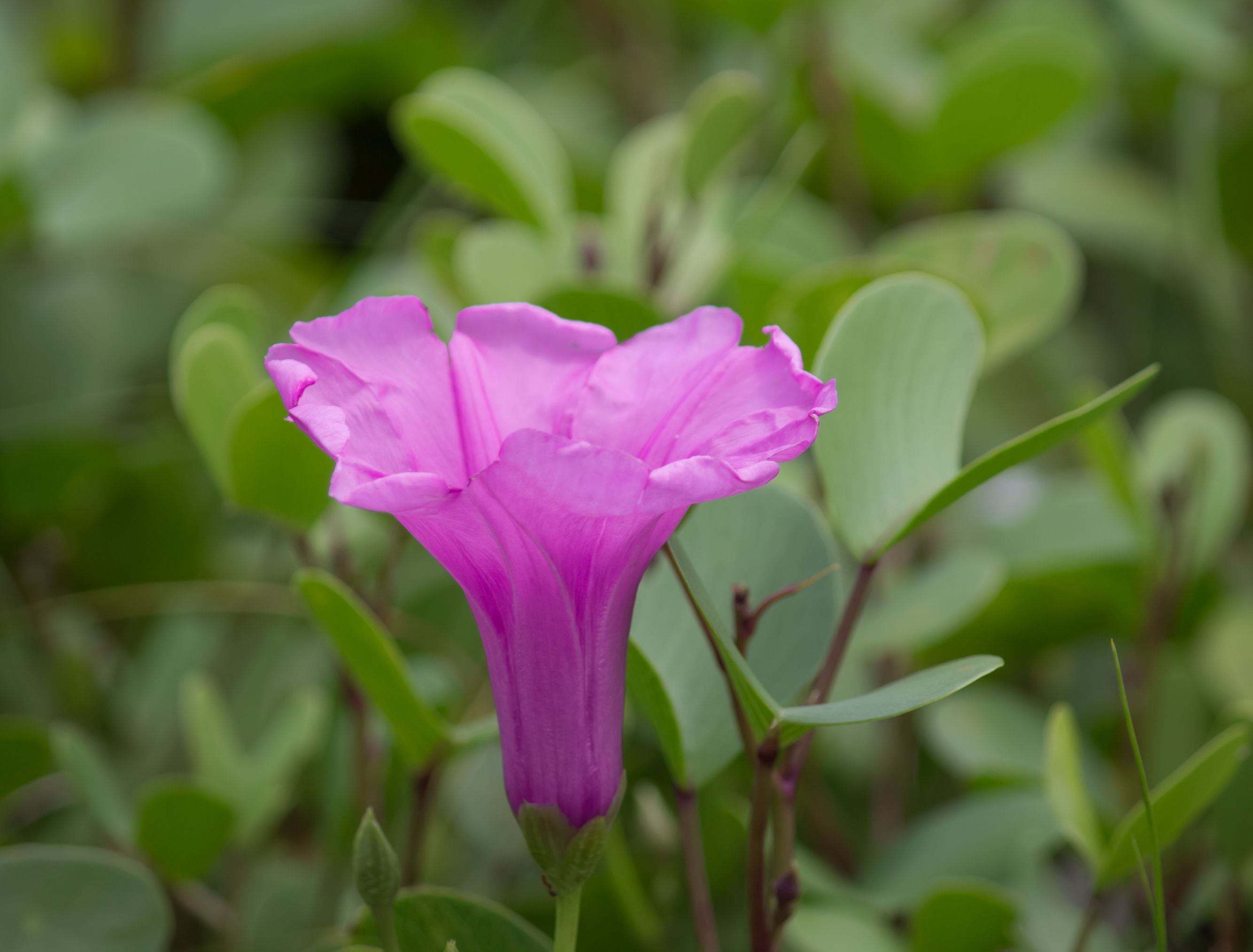
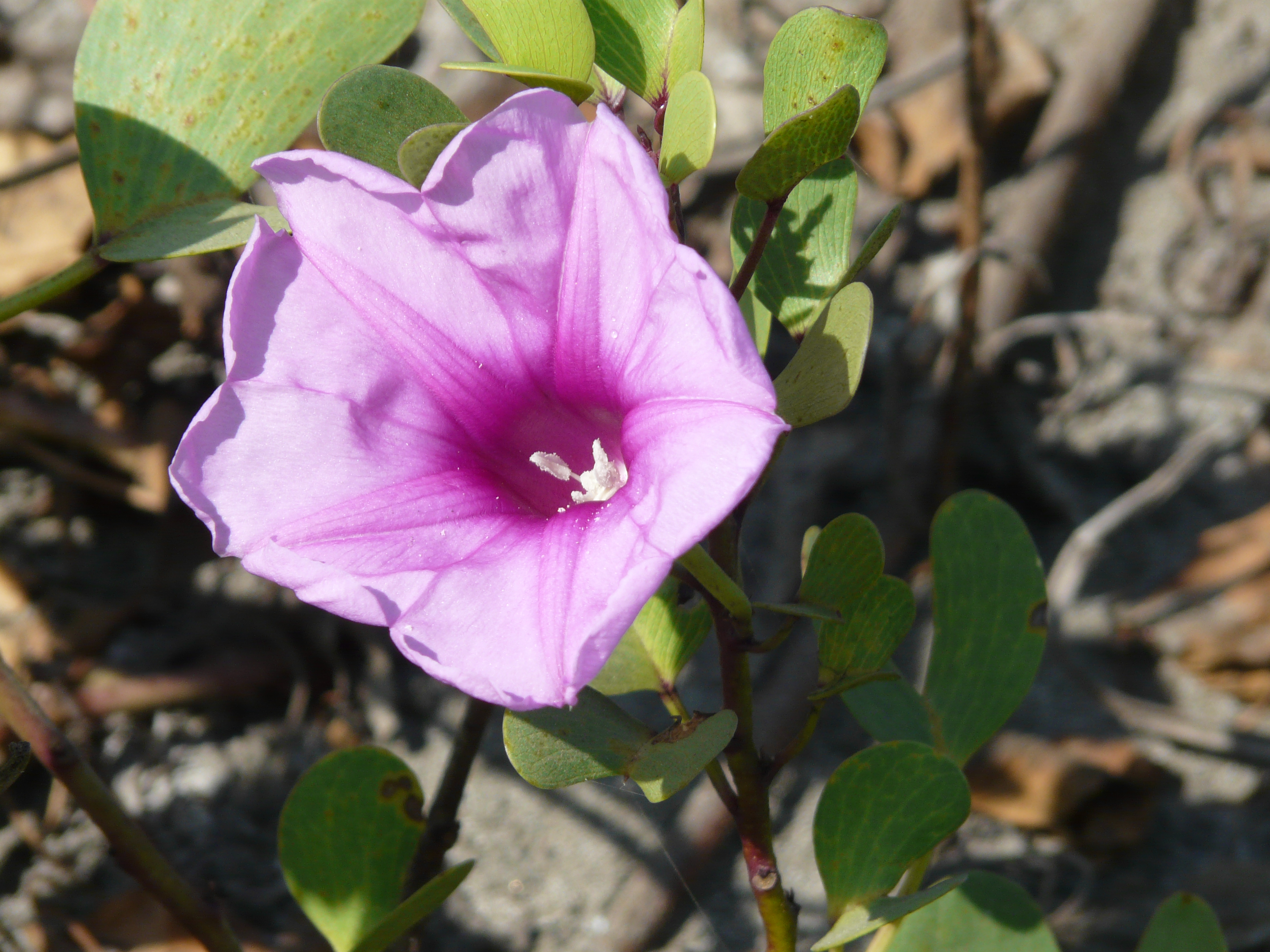
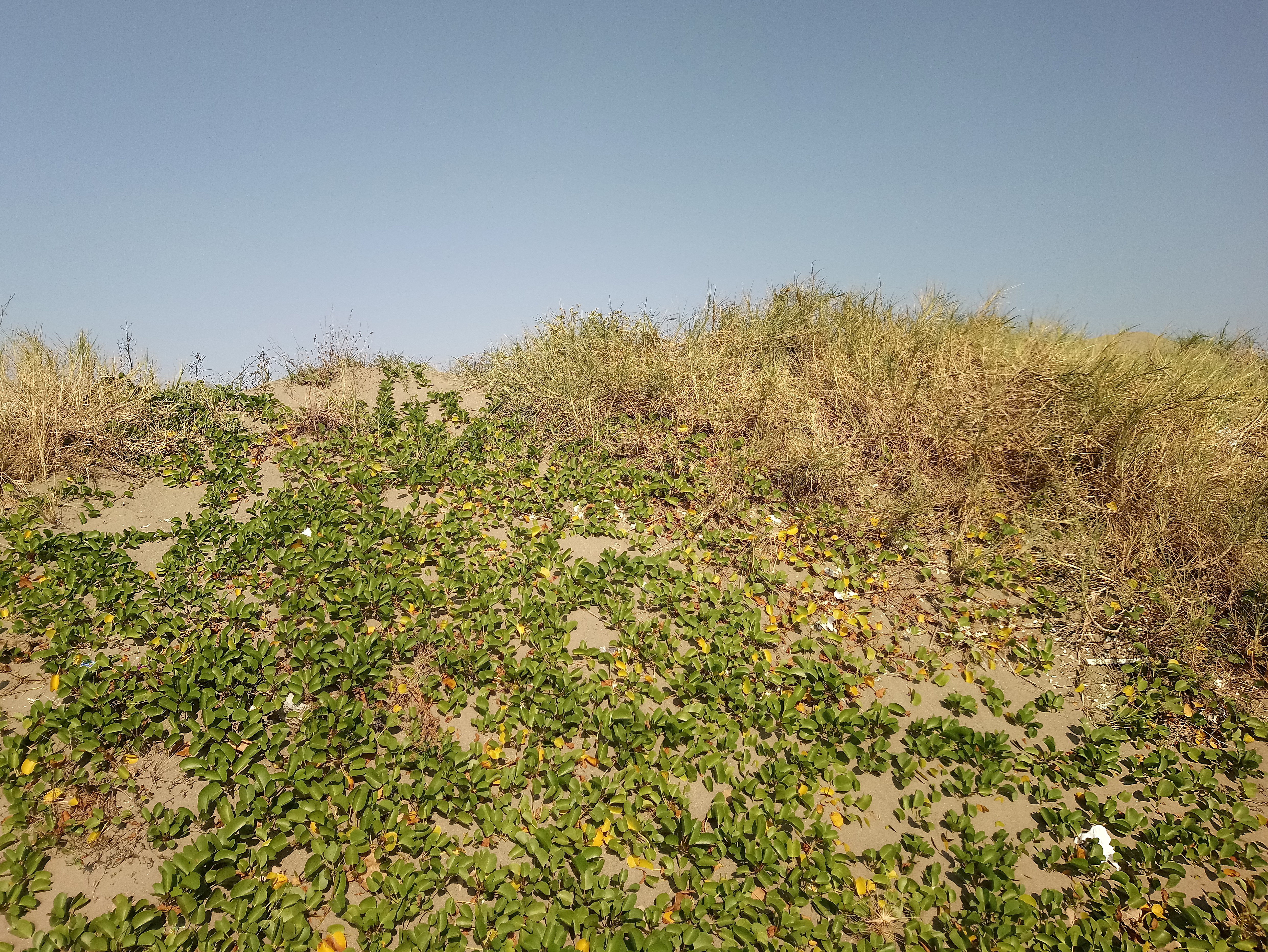
海山漁港內的馬鞍藤

## 外部連結
- 馬鞍藤 Maanteng （页面存档备份，存于） 藥用植物圖像數據庫 (香港浸會大學中醫藥學院) （繁體中文）（英文）